# 刘红夫
刘红夫（?—?），东汉公主，东汉第一任皇帝光武帝刘秀的女儿。
生母没有记载，因是淮阳王刘延之姐。若为同母姐，则为郭聖通之女。建武十五年（39年），父亲刘秀册封她为馆陶公主。汉明帝时为馆陶长公主。永平元年（58年），東海恭王劉彊逝世。汉明帝下诏，让馆陶公主与刘英、劉栩、刘兴等人一同出席葬禮。刘红夫嫁给驸马都尉韩光。永平中，韩光坐与淮阳王刘延谋反被诛杀。馆陶公主曾为儿子请求郎官之职，汉明帝不许。